# Mikołeska

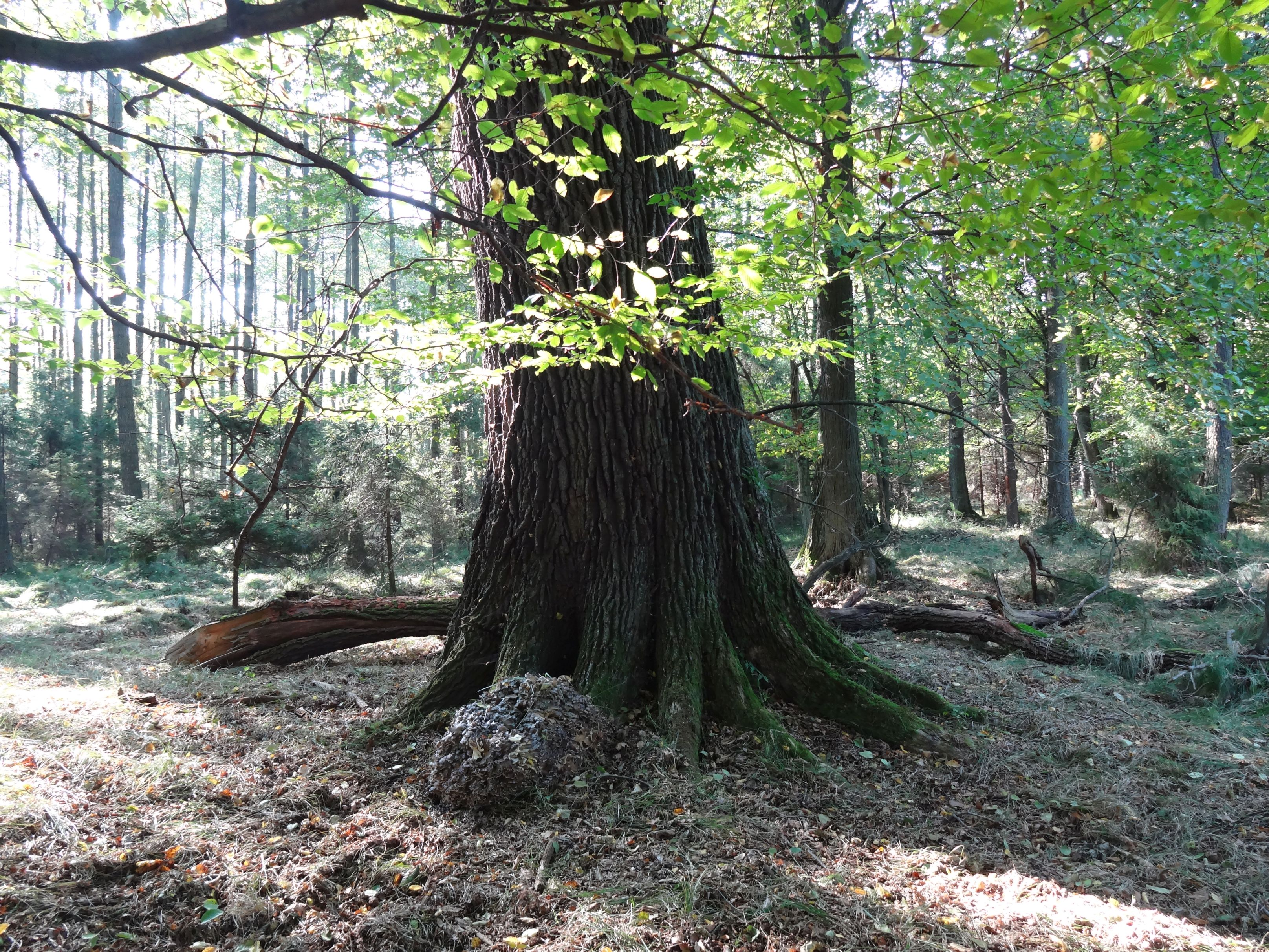
Naturdenkmal

Mikołeska (deutsch Mikoleska) ist eine Ortschaft in Oberschlesien. Sie liegt in der Gemeinde Tworóg (Tworog) im Powiat Tarnogórski (Kreis Tarnowitz) in der Woiwodschaft Schlesien.

## Geografie
Mikołeska liegt zehn Kilometer östlich vom Gemeindesitz Tworóg, elf Kilometer nördlich von der Kreisstadt Tarnowskie Góry (Tarnowitz) und 35 Kilometer nordwestlich von der Woiwodschaftshauptstadt Katowice (Kattowitz).

## Geschichte
1865 hatte Mikoleska neun Gärtnerstellen und eine Häuslerstelle, insgesamt zwölf Wohnhäuser. Der Ort wurde auch als Mikoluschka bezeichnet.
Bei der Volksabstimmung in Oberschlesien am 20. März 1921 stimmten 23 Wahlberechtigte für einen Verbleib bei Deutschland und 74 für Polen. Bis 1922 befand sich der Ort im Landkreis Tost-Gleiwitz. Bei der Teilung Oberschlesiens 1922 kam der Ort an Polen. Während der deutschen Besetzung von 1939 bis 1945 befand er sich im Landkreis Beuthen-Tarnowitz.
1945 kam der Ort wieder an Polen und wurde in Mikołuszka umbenannt und der Woiwodschaft Schlesien angeschlossen. 1950 kam der Ort zur Woiwodschaft Kattowitz. 1953 folgte die Umbenennung in Mikołeska. 1999 kam der Ort zum wiedergegründeten Powiat Tarnogórski und zur neuen Woiwodschaft Schlesien.

## Wappen
Das Wappen bzw. Siegel zeigt ein Wohnhaus mit aufsteigendem Rauch.